# Конират (Мактааральський район)
Конира́т (каз. Қоңырат) — село у складі Мактааральського району Туркестанської області Казахстану. Входить до складу Бірліцького сільського округу.
У радянські часи село називалось Конрад.
Населення — 1931 особа (2021; 2061 у 2009, 1671 у 1999, 1513 у 1989).